# Porcellana de Meissen

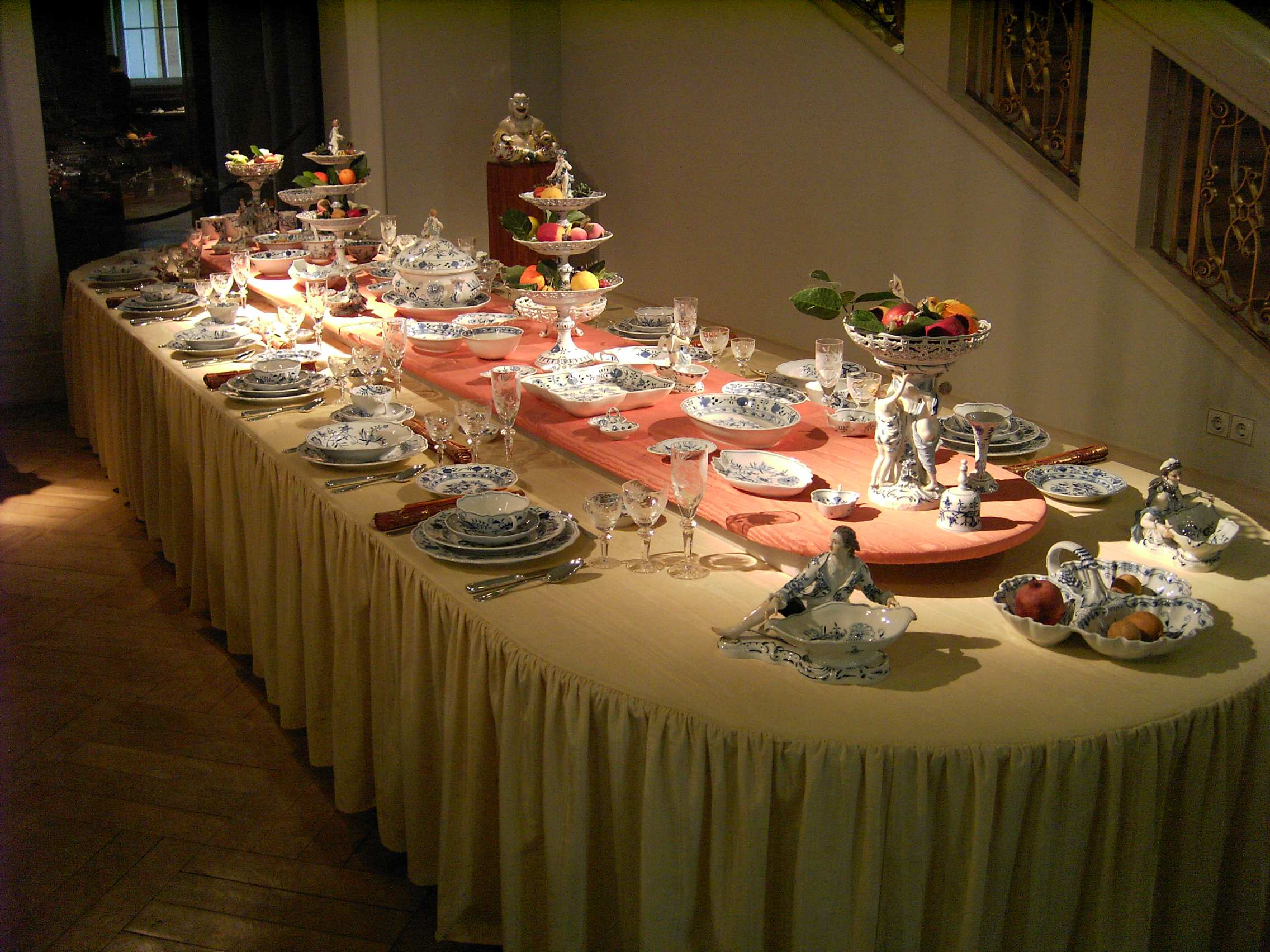
Un servei de taula de porcellana de Meissen.

La Porcellana de Meissen (alemany: Meißner Porzellan), també coneguda com a porcellana de Saxònia, va ser la primera porcellana d'Europa. Va ser produïda amb èxit el 1708 per Ehrenfried Walter von Tschirnhaus. Després de la mort prematura d'aquest, Johann Friedrich Böttger va continuar el seu treball, per la qual cosa sovint és considerat erròniament responsable de la seva invenció. La producció de porcellana de Meissen va començar el 1710 i ja aleshores va atreure diversos artistes i artesans, establint-se'n una de les més famoses factories manufactureres de porcellana d'Europa. La companyia continua funcionant sota el nom Staatliche Porzellan-Manufaktur Meissen GmbH. El seu més conegut logotipus, dues espases en creu, va ser introduït el 1720 amb la intenció de protegir la seva producció de falsificacions. Es pot dir que és una de les marques més antigues que existeixen, i va dominar l'estil de la porcellana europea fins al 1756.

## Història

### Inici
Des de temps remots s'ha fabricat porcellana a La Xina. Ja al segle xvii, la porcellana oriental era una mercaderia molt valorada. La major part era importada de la Xina i el Japó per la Companyia Neerlandesa de les Índies Orientals. La porcellana oriental era símbol de riquesa, importància i bon gust. És aquest el motiu pel qual es va començar a pensar en la possibilitat de produir localment a Europa porcellana. Els intents anteriors d'elaborar porcellana havien estat un fracàs, com el cas de la «porcellana de Médici».
A començaments del segle xviii Johann Friedrich Böttger va assegurar tenir la fórmula per complir el somni els alquimistes de convertir materials sense valor en or.
Quan l'elector de Saxònia Frederic August I el Fort va sentir sobre els seus treballs, el va posar sota la seva custòdia i li va demanar que fes or per a ell. Durant molts anys Johann Friedrich Böttger no va tenir èxit a la seva tasca. Al mateix temps, Ehrenfried Walther von Tschirnhaus, un matemàtic i científic, experimentava amb la fabricació de vidre intentant crear porcellana.
Tschirnhaus va supervisar Böttger i cap a 1707 Böttger va començar -de mal grat- a prestar el seu ajut als experiments de Tschirnhaus. Quan Tschirnhaus va morir sobtadament, sembla que la recepta va passar a les mans de Böttger, que en menys d'una setmana va anunciar l'elector que podia fabricar porcellana. Böttger va perfeccionar la fórmula i, amb l'ajut dels seus ajudants holandesos, va fer experiments relacionats amb la fabricació i el pintat de rajoles, preparant el marc idoni per començar la manufactura de porcellana. L'any 1709, August el Fort va establir la primera manufactura de Meissen i va emplaçar el laboratori de Böttger al castell d'Albrechtsburg a Meissen. La producció va començar oficialment el 1710.

### Començament de la producció

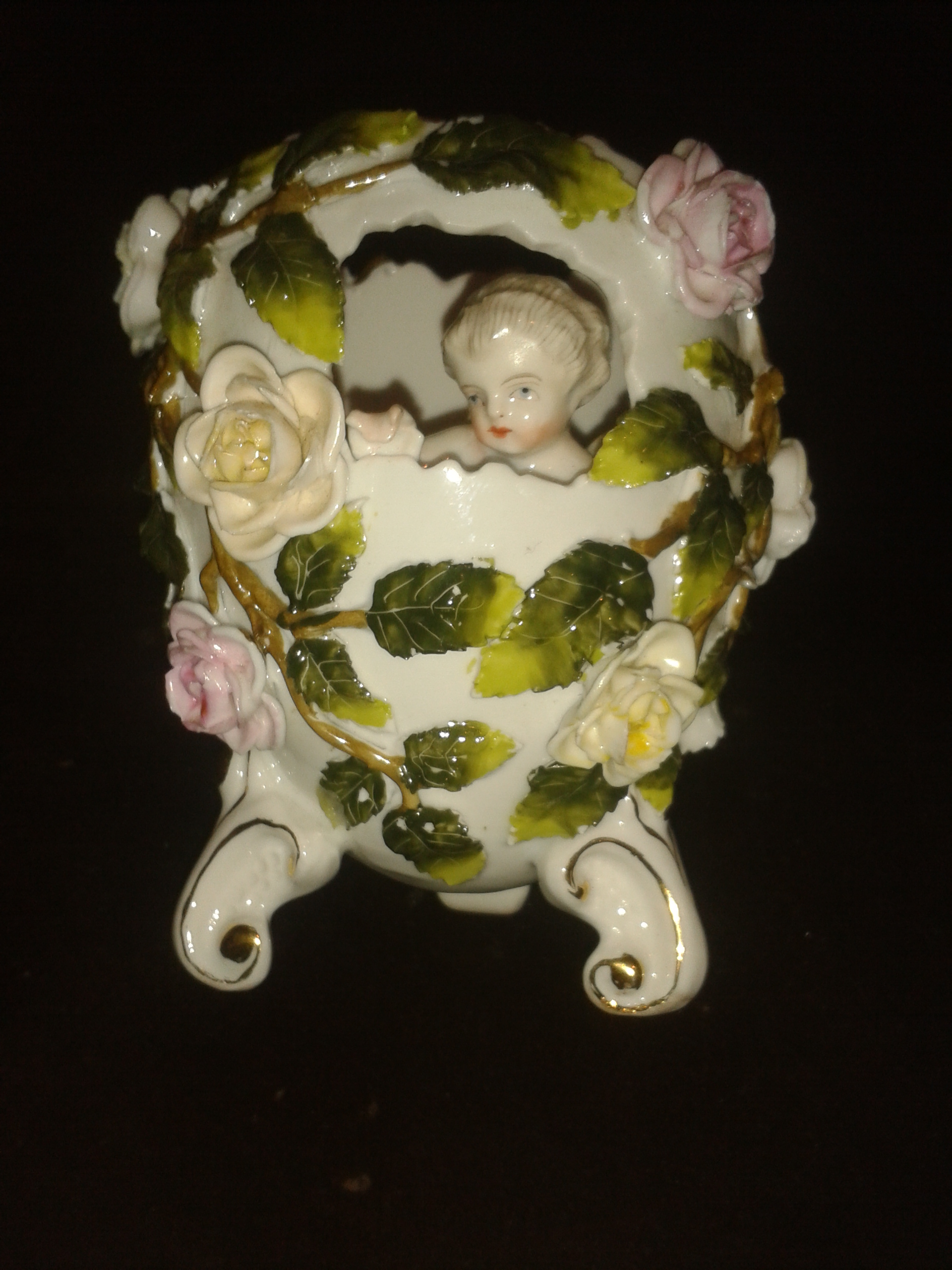
Gerro en forma d'ou amb trípode, porcellana de Meissen. Segle XVIII

El primer tipus de porcellana produït per Böttger era un material refinat, extremament dur i de color vermell que es va conèixer a Alemanya com Böttgersteinzeug ("fang de Böttger"). Destacava la gran nitidesa i definició dels detalls, afegitons mitjançant decoració en relleus, amb què s'adornaven les peces. Aquestes podien ser polides i abrillantades abans del procés de cocció. Les obres imitaven figures de plata barroques i ceràmiques xineses. Aviat es va començar a elaborar a Meissen porcellana blanca de pasta dura, un tipus especial de porcellana que s'havia començat a fabricar a la Xina al segle ix, i que s'obtenia, coent a temperatures molt elevades un aglomerat que contenia caolinita i una roca feldespàtica denominada «petunse». Aquesta porcellana de pasta dura podia ser vidrada i pintada i va començar a comercialitzar-se el 1713.
La mercaderia resultant dels experiments de Böttger va millorar la seva qualitat ràpidament, però mai no va arribar a caracteritzar-se per la qualitat de la seva decoració. La primera vegada en què es pot parlar d'èxit va ser quan els ornaments van ser gravats en or sobre la peça cuita abans de rebre un segon enfornat a més baixa temperatura. Les decoracions d'esmaltatge policromàtic van ser introduïdes per Johann Gregorius Höroldt el 1723, amb una cada vegada més gran paleta de colors que va marcar el començament de la denominada «fase clàssica» de la porcellana de Meissen. Els seus esmalts continuen sent avui dia la base de la pintura sobre ceràmica. Inicialment les pintures eren imitacions de motius orientals. El logotipus de la porcellana, gravat en blau sota el vernís vítric, va ser introduït per primera vegada per Friedrich August Köttig. Aviat, paisatges i escenes portuàries detallades minuciosament, animals, flors, escenes «galants» i «chinoiseries» van inspirar les decoracions de la porcellana de Meissen.
Es van imitar els gerros de Kakiemon i jocs de te japonesos. Els motius florals representats en aquestes porcellanes japoneses conserven encara el nom de indianische Blume(n), «flors de la l'Índia», perquè en ser importades per les companyies de les Índies Orientals dels diferents països europeus la gent pensava que les pròpies porcellanes eren índies. També es van copiar pintures de l'artista barroc francès Antoine Watteau. Es fabricaven a Meissen porcellanes de reflexos blaus vidrades de colors sense cap decoració, que eren venudes a l'engròs a tallers privats per ser esmaltades en aquests. El mecenatge d'August el Fort va atreure Meissen a alguns dels millors artistes d'Europa.

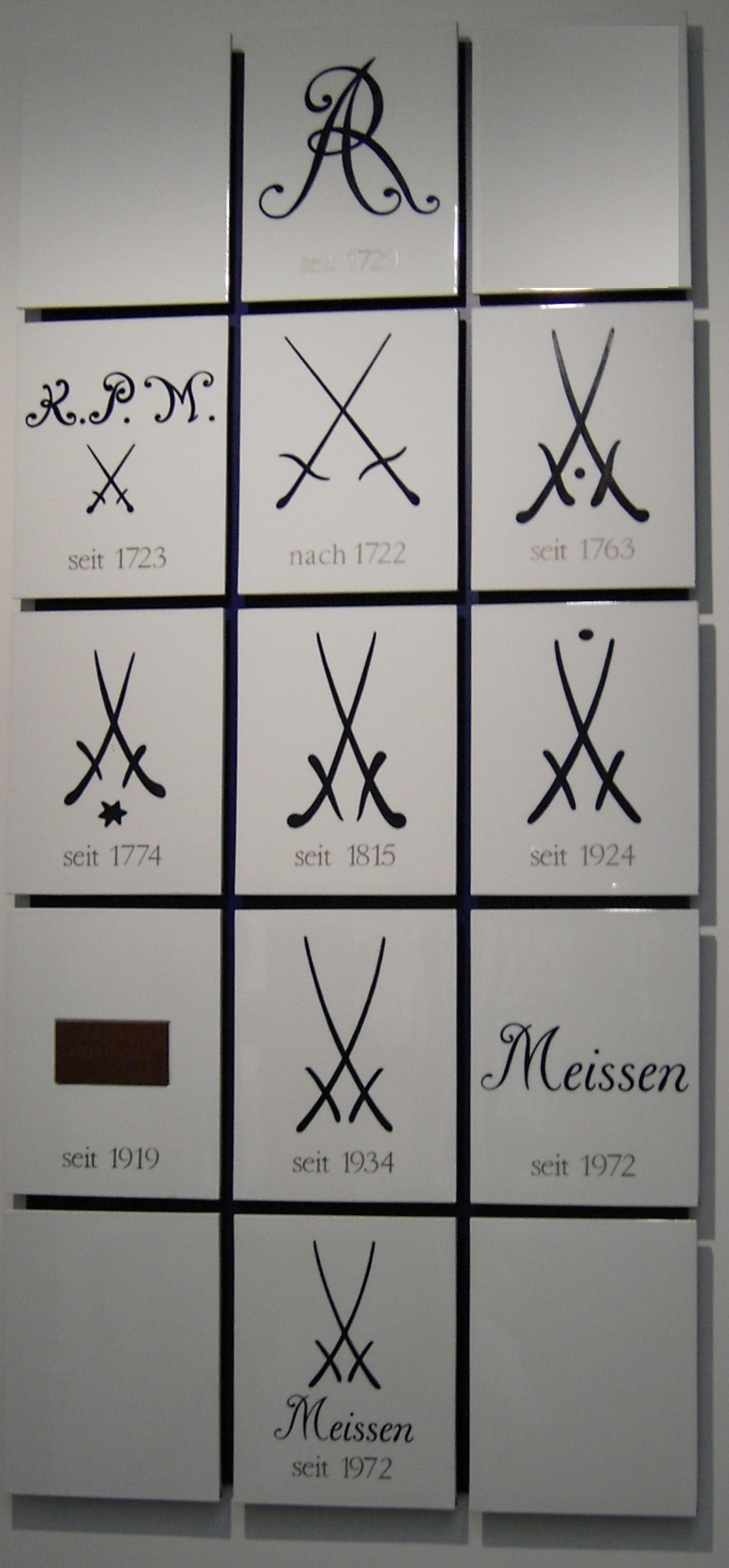
Emblemes típics de la porcellana de Meissen fins a arribar a les espases en creu de la ceràmica actual.

### Inici de la fama
Aviat es va començar a emprar el laboratori d'Albrechtsburg per desar els secrets de la manufactura de l'"or blanc". Com a precaució, eren molt pocs els treballadors coneixedors dels arcans de l'elaboració de la porcellana. Encara que un treballador coneixia alguns secrets de l'ofici, aquests eren relatius només a una part del procés.Per això, durant alguns anys, Meissen va tenir el monopoli de la producció de porcellana de pasta dura a Europa. Al voltant de 1717 la competència es va establir a Viena, ja que Samuel Stöltzel va vendre la recepta secreta, que incloïa l'ús de caolinita o «fang xinès». Ja el 1760, uns 30 fabricants de porcellana estaven assentats a Europa. Tanmateix, la major part d'ells produïa porcellana de pasta tova a causa de la falta de jaciments locals de caolinita.
Amb l'objectiu d'identificar els productes de Meissen originals, es van marcar en un principi amb un disseny pintat a la superfície. Tot seguit, aquests dissenys identificadors es van gravar en blau per sota el vernís vítric. Les primeres marques com "AR" (Augustus Rex, el monograma del rei), K.P.M. (Königliche Porzellan-Manufaktur), M.P.M. (Meissener Porzellan-Manufaktur) i K.P.F. (Königliche Porzellan-Fabrik) van ser finalment substituïdes pel logotipus de les dues espases en creu. Introduït el 1720, es va començar a utilitzar de forma habitual a partir de 1731 per decret oficial. Les diferents variacions en l'estil de les espases permeten avui dia datar les porcellanes de Meissen.

## Desenvolupament artístic
August el Fort va encarregar primer el disseny de nous gerros a Johann Jakob Irminger. El 1720 Johann Gregorius Höroldt va assumir el càrrec de director i va introduir colors brillants que van augmentar la fama de la porcellana de Meissen. L'escultor Johann Jakob Kirchner va ser el primer de fer amb aquesta porcellana estàtues, especialment miniatures i efígies de sants d'estil barroc. El seu assistent va ser Johann Joachim Kändler que seria posteriorment l'escultor més famós de Meissen.

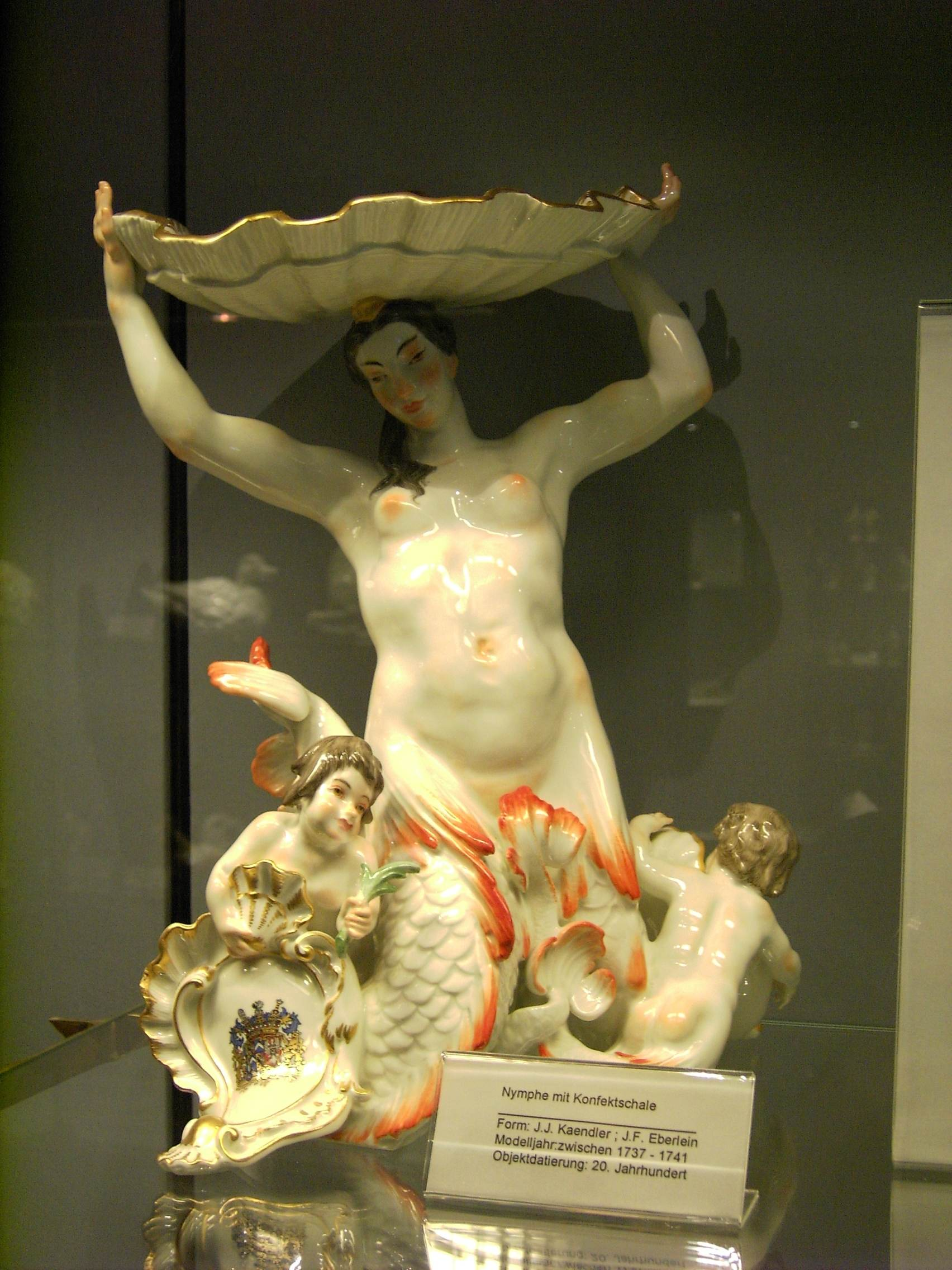
Pocerllana de Meissen model de Johann Joachim Kändler

El 1733 Kirchner va dimitir, i Kändler va passar a exercir el càrrec de cap de mestres escultors. Sota la seva direcció, Meissen va produir una sèrie de miniatures, que sovint representaven escenes de la cort, que va esprémer totes les possibilitats que oferien els nous materials. La seva col·lecció de figures d'animals de gran escala suposa un dels punts més alts de la història de la porcellana a Europa. El seu treball es va traduir en la producció d'esplèndides miniatures d'estil rococó que van influir al sector de la porcellana de tot el Vell continent. Recolzat per ajudants com ara Johann Friedrich Eberlein i Peter Reinecke, Kändler va continuar treballant fins a la seva mort el 1775.
El 1756, en plena Guerra dels Set Anys, les tropes prussianes van ocupar Meissen, donant l'oportunitat a Frederic II de Prússia de traslladar a alguns dels artesans i crear la Königliche Porzellan Manufaktur Berlin. Amb el canvi de gust artístic que va comportar el neoclàssic i l'apogeu de la porcellana de Sèvres a la dècada de 1760, Meissen va haver de reajustar la seva producció. Després de la reorganització de 1763, C.W.E. Dietrich de l'Acadèmia de Dresden es va convertir en director artístic i el francès Michel-Victor Acier en cap d'escultors. La pràctica d'imprimir el número de motlle en llibres d'inventari va començar el 1763. Sota la direcció del comte Camillo Marcolini (des de 1774), la producció de la manufactura va estar marcada per estils «a l'estil de Sèvres» i primers passos amb el neoclassicisme, com per exemple peces de bescuit mat blanc d'aparença marmòria.
Al segle xix Ernst August Leuteritz va modernitzar moltes de les miniatures rococós i les va comercialitzar creant «un segon Rococó», ric en detalls de trenats (fets amb llaços reials) i flors. Els col·leccionistes anglesos van arribar a emprar el terme de porcellana de Dresden per descriure aquest estil, especialment per referir-se a aquelles estatuetes femenines que suggerien timidesa coqueta o candorosa. Sota la direcció d'Erich Hösel (des de 1903), els vells estils van ser revisats i tornats a interpretar. Hösel va restaurar models del segle xviii. Van començar a produir-se alguns atractius treballs en la línia de l'Art Nouveau, però el puntal principal de la producció de Meissen van continuar sent les recreacions de models del segle divuit.
El 1933, l'Estat de Saxònia va restringir la llibertat artística en el marc del procés d'adoctrinament que imperava a l'Alemanya nazi. Alguns creadors amb una concepció rupturista de l'art van ser proscrits. Per exemple, moltes obres de l'escultor expressionista Ernst Barlach van ser titllades d'«art degenerat». Després de la Segona Guerra Mundial i sota el govern comunista de l'RDA, la porcellana va tenir dificultats per readaptar-se a la nova situació, en tractar-se d'un sector tradicionalment destinat a minories acabalades. Proletaritzar una indústria com la de la porcellana de Meissen podia suposar el perill de què acabés convertint-se en una fàbrica de producció en massa més. Va ser a partir de 1969, en el qual Karl Petermann es va fer càrrec de la fàbrica, quan Meissen va poder tornar a abraçar les seves velles tradicions, permetent-l'hi també una expressió artística més lliure.

## Dissenys de vaixelles

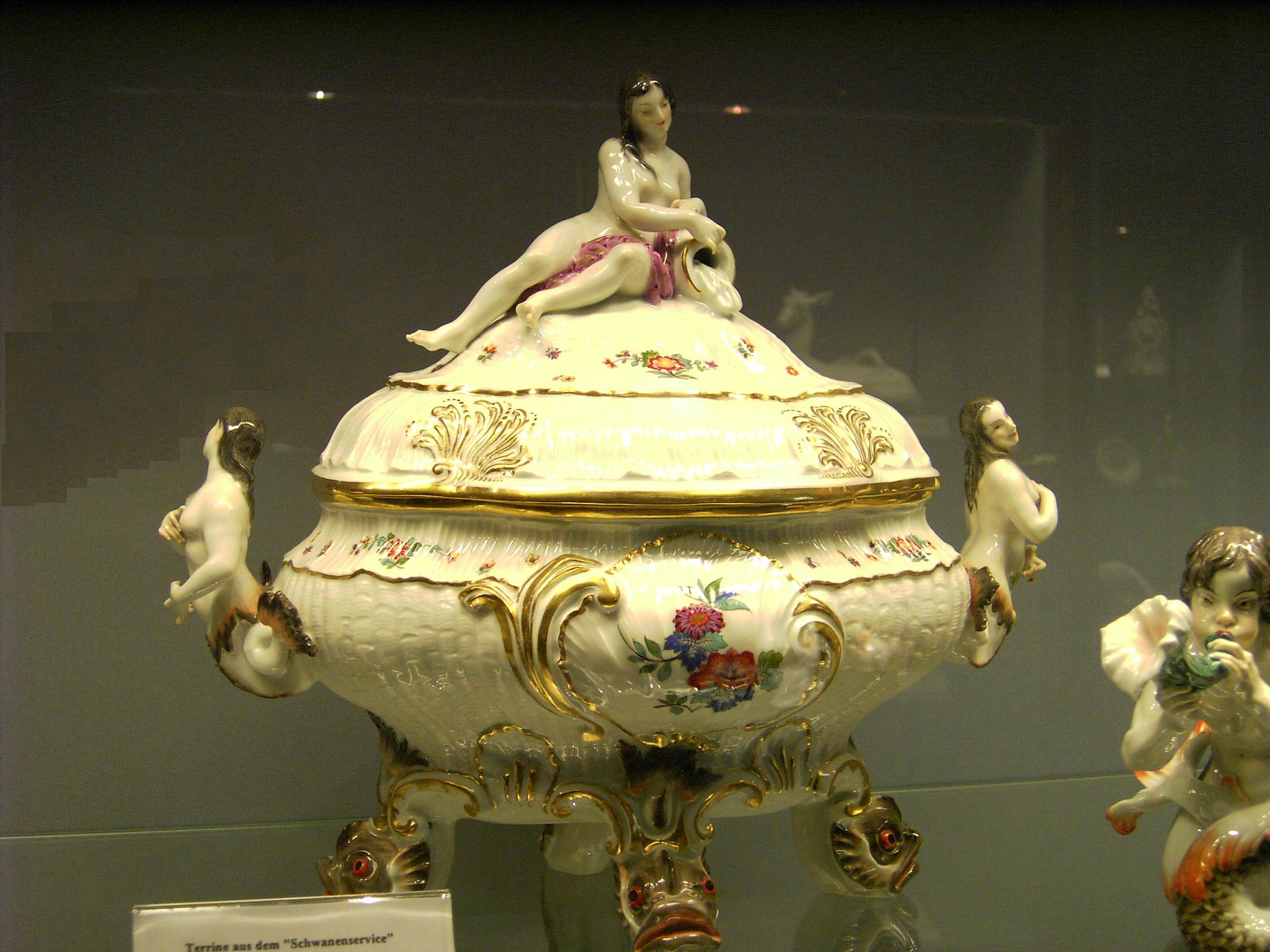
Sopera del Schwanenservice.

Ja des de l'època de Böttger es va considerar la producció de vaixelles; els primers jocs daten dels anys 1720. Les primeres vaixelles eren senzilles i va ser Kändler el que va introduir decoracions fent joc. Cap a 1740, Meissen va crear la famosa vaixella Schwanenservice «servei del cigne», de més de mil peces, per al protector de Kändler, el Comte Heinrich von Brühl. Després de la Segona Guerra Mundial les peces es van dispersar, però els motlles s'han conservat, i en l'actualitat es poden adquirir rèpliques de les peces d'aquesta vaixella. Kändler va produir durant 1745 un patró denominat «nou retall», caracteritzat pel tall ondulat de les vores.
El Zwiebelmuster «model de la ceba» porta produint-se prop de tres segles. Es tracta d'un disseny d'Höroldt de 1739 i probablement està inspirat en un bol xinès del període Kangxi. A causa de la seva popularitat ha arribat a ésser copiat per més de 60 companyies. Moltes peces que imiten els famosos adorns del Zwiebelmuster han estat creades pels seus competidors, emprant també el nom de Meissen com a marca. El patró era tan popular i estava tan estès, que la Cort Suprema d'Alemanya va declarar el terme Meissener Zwiebelmuster «model de la ceba de Meissen» de domini públic el 1926.
Altres models populars que continuen produint-se són el «rosa purpúria» i el de les «pàmpols». Una altra sèrie de vaixelles té gravats sota el vernís vítric motius de dracs vermells i daurats volant prop de la vora del plat, amb un medalló en el centre del motlle. Precisament una versió d'aquest model es va usar en el Kehlsteinhaus d'Adolf Hitler.

## Propietat
Al començament de la manufactura la propietat de la producció pertanyia al rei de Saxònia. El 1830 la propietat va passar a l'estat. Després de la Segona Guerra Mundial, la majoria de l'equipament de la factoria va anar a parar a la Unió Soviètica com a part del botí de guerra. Malgrat tot, l'any 1946 els treballadors i artistes de les fàbriques van tornar als mètodes tradicionals mitjançant l'ús de gresol i d'aquesta forma es va evitar que la producció quedés definitivament interrompuda.
La companyia va tenir una profunda relació amb la producció de la Unió Soviètica, aquest fenomen va fer que la comunitat d'artistes que decoraven les porcellanes romangués amb vida. Després de l'establiment de la República Democràtica d'Alemanya la companyia va passar a ser propietat del govern alemany i el 1950 una entitat «pertanyent al poble». Després d'aquest període la companyia de Meissen Porzellan va tornar a ésser rendible i això es va convertir en un problema en una economia comunista. Després de la reunificació d'Alemanya el 1990, la companyia va ser tornada a l'estat de Saxònia. Mentrestant els seus productes es van tornar cars, degut a la qualitat extrema i el valor artístic tan alt que començava a ser objecte de desig per part dels col·leccionistes.

## Col·leccions de la ceràmica de Meissen
L'extremada raresa d'algunes partides de la porcellana de Meissen i l'enorme valor que els confereix la qualitat del material emprat, van fer que fossin utilitzades exclusivament pels estaments de la noblesa i la reialesa. La porcellana de Meissen va ser encarregada, entre d'altres, per les reialeses russa, francesa i anglesa, així com per altres cases nobiliàries de països d'Europa. D'aquesta simple forma, la porcellana de Meissen es va anar repartint per diferents col·leccions. Quan van començar a emergir les classes acomodades dels Estats Units, van començar també a adquirir peces de velles col·leccions -com els Vanderbilt, que van començar la seva pròpia-. Algunes d'aquestes col·leccions poden gaudir-se en diferents museus del món.